# Olof Grundell

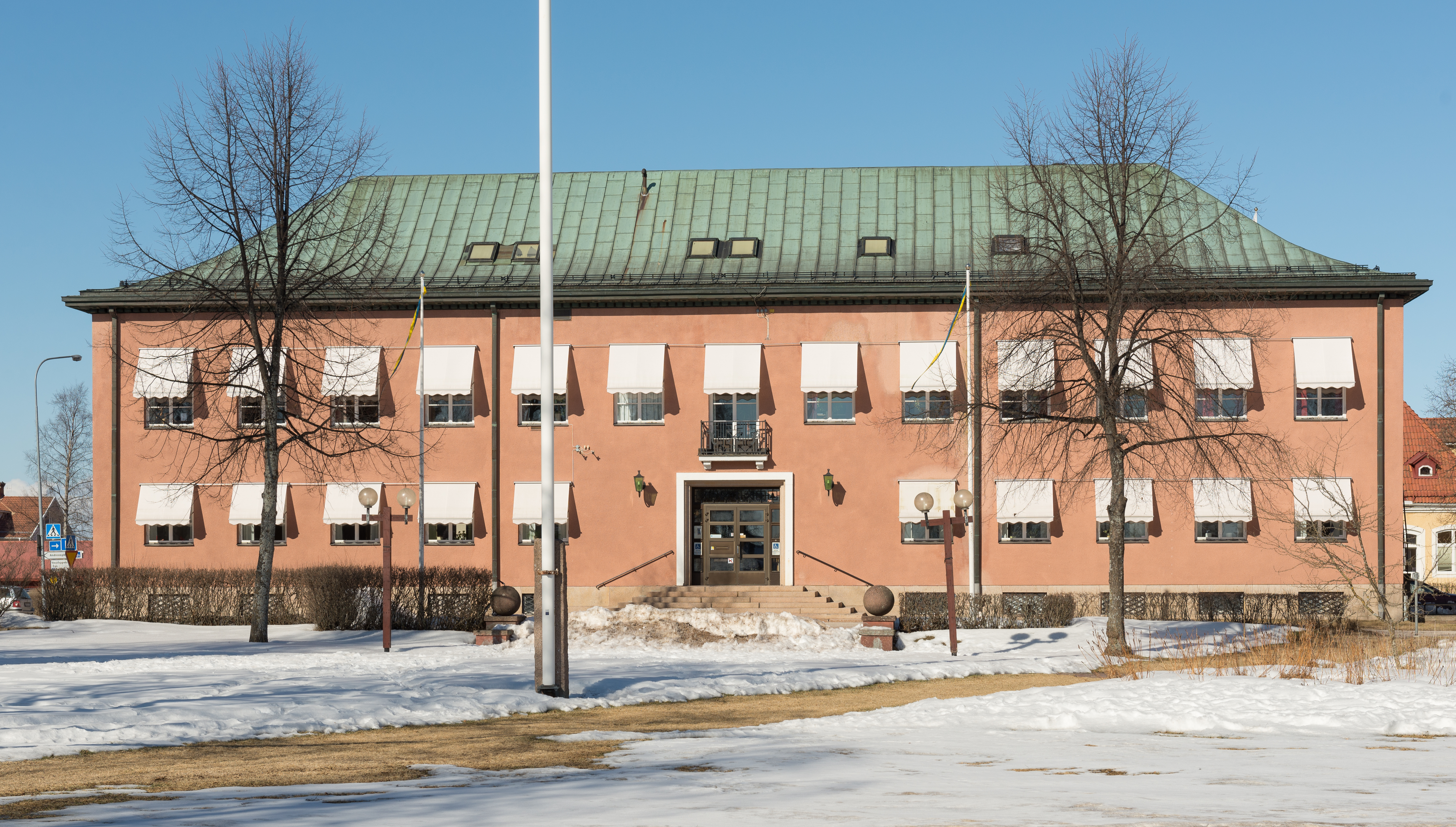
Kommunhuset i Mora.

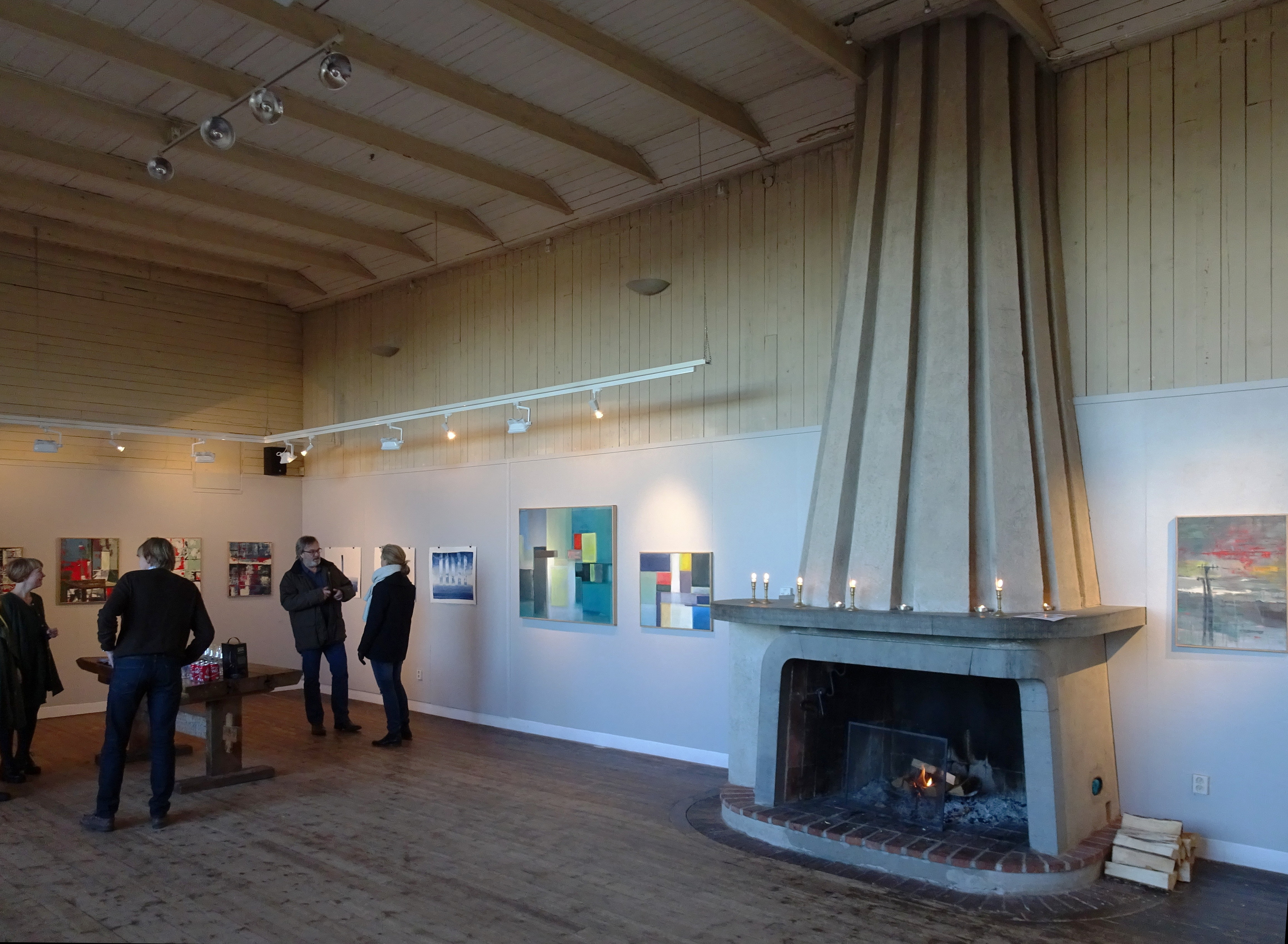
Grünewaldvillans ateljé.

Olof Robert Grundell, född 9 september 1909 i Gävle, död  8 september 1993 i Stockholm, var en svensk arkitekt. Han var bror till konstnären Märta Grundell-Grünewald.

## Biografi
Grundell var son till majoren Oscar Petrus Grundell och konstnären Mattis Hahr-Grundell. Efter en utbildning till reservofficer vid ingenjörstrupperna studerade han vid Kungliga Tekniska Högskolan i Stockholm; därefter företog han studieresor i utlandet och praktiserade hos arkitekten Arre Essén som var tillförordnad stadsarkitekt i Gävle. 
År 1935 öppnade Grundell egen arkitektverksamhet i Gävle. 1936 gick han ihop med ingenjören Åke Sjöman och bildade Arkitekt- och Ingenjörsfirman Grundell & Sjöman. Han flyttade sedan till Stockholm och öppnade kontor där med ett tioårigt mellanspel vid fortifikationsförvaltningen.
Till hans arbeten räknas restaurangbyggnader, villor, radhus och skolor. Han ritade kommunhuset, polishuset och församlingshuset i Mora, Folkets hus i Skutskär, kommunhuset i Järbo samt fritidshusområdet Sund i Vagnhärad. I Stockholm stod han bland annat för bostadsområdet vid Runda vägen i Alvik som uppfördes 1943-43 för bostadsrättsföreningen Alviksgården. Ytterligare ett känt verk är den 100 m² stora ateljébyggnaden på Grünewaldvillan som han ritade 1942 för svågern Isaac Grünewald i Saltsjöbaden.
Olof Grundell är begravd på Lidingö kyrkogård.